# Kościół Ducha Świętego w Szczecinku
Kościół pw. Ducha Świętego w Szczecinku – rzymskokatolicki kościół parafialny należący do parafii pod tym samym wezwaniem (dekanat Szczecinek diecezji koszalińsko-kołobrzeskiej).

## Lokalizacja
Obok kościoła znajduje się klasztor redemptorystów. Świątynia mieści się przy ulicy Klasztornej 23.

## Historia
Jest to świątynia wybudowana w 1923 w stylu neoromańskim według projektu inż. C. Kuhna staraniem katolików,  nazywany Polskim Kościołem. 20 grudnia 1923 roku kościół konsekrował kardynał Adolf Bertram z Wrocławia. Do 1945 jedyny kościół katolicki w mieście. Od 1945 do 1973 kościół rektoralny, od 1973 ponownie parafialny. W 2002 kościół został przebudowany według projektu Joanny Sapiechy-Kopickiej i jej męża. 